# Самарий
Самарий (от минерала самарскит, кръстен на минния инженер В. M. Самарски) е химичен елемент от периодичната система със символ Sm и атомен номер 62. Сребристо-белият елемент принадлежи към групата на лантанидите. Той е един от редкоземните метали.
При нормални условия реагира с кислорода от въздуха, при което се покрива с рехав слой от самариев(III) оксид {\displaystyle {\ce {Sm2O3}}}.